# Kosovaren

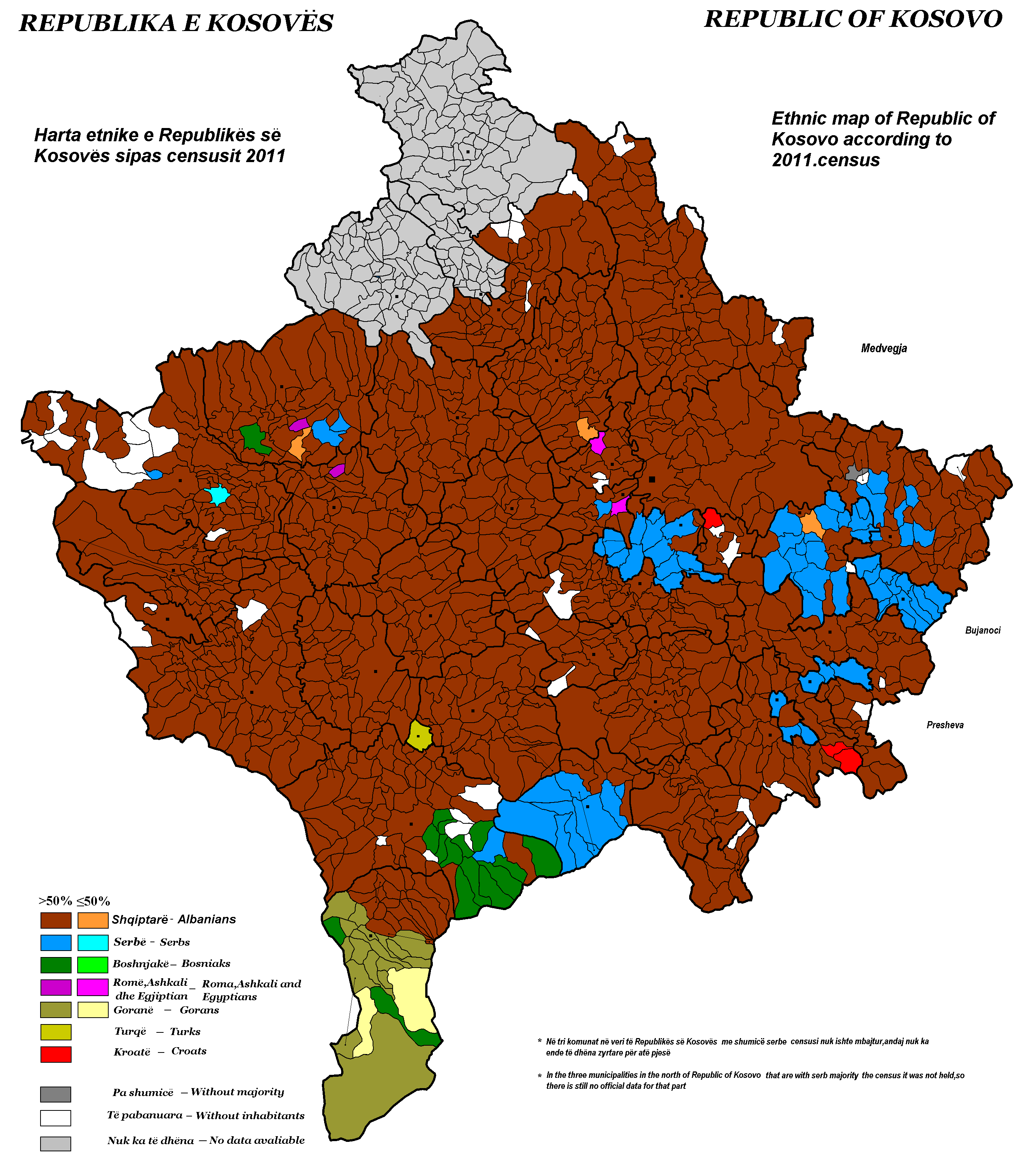
Etnische samenstelling van Kosovo (2011)

Met de term Kosovaren worden de inwoners of staatsburgers van de Republiek Kosovo bedoeld. Kosovo wordt bewoond door verschillende etnische groepen, waar de Albanezen met ruim 90% van de bevolking de dominerende etnische groep van zijn. De belangrijkste etnische minderheden zijn de Serviërs, Roma, Bosniakken, Turken en Gorani. De vlag en volkslied van Kosovo verwijzen naar al deze etnische groepen.
Etnische samenstelling:
- Albanezen, 93%
- Bosniakken, 1,6%
- Serviërs, 1,5%
- Roma, 1,1%
- Turken, 1,1%
- Gorani, 0,6%

Demografie:

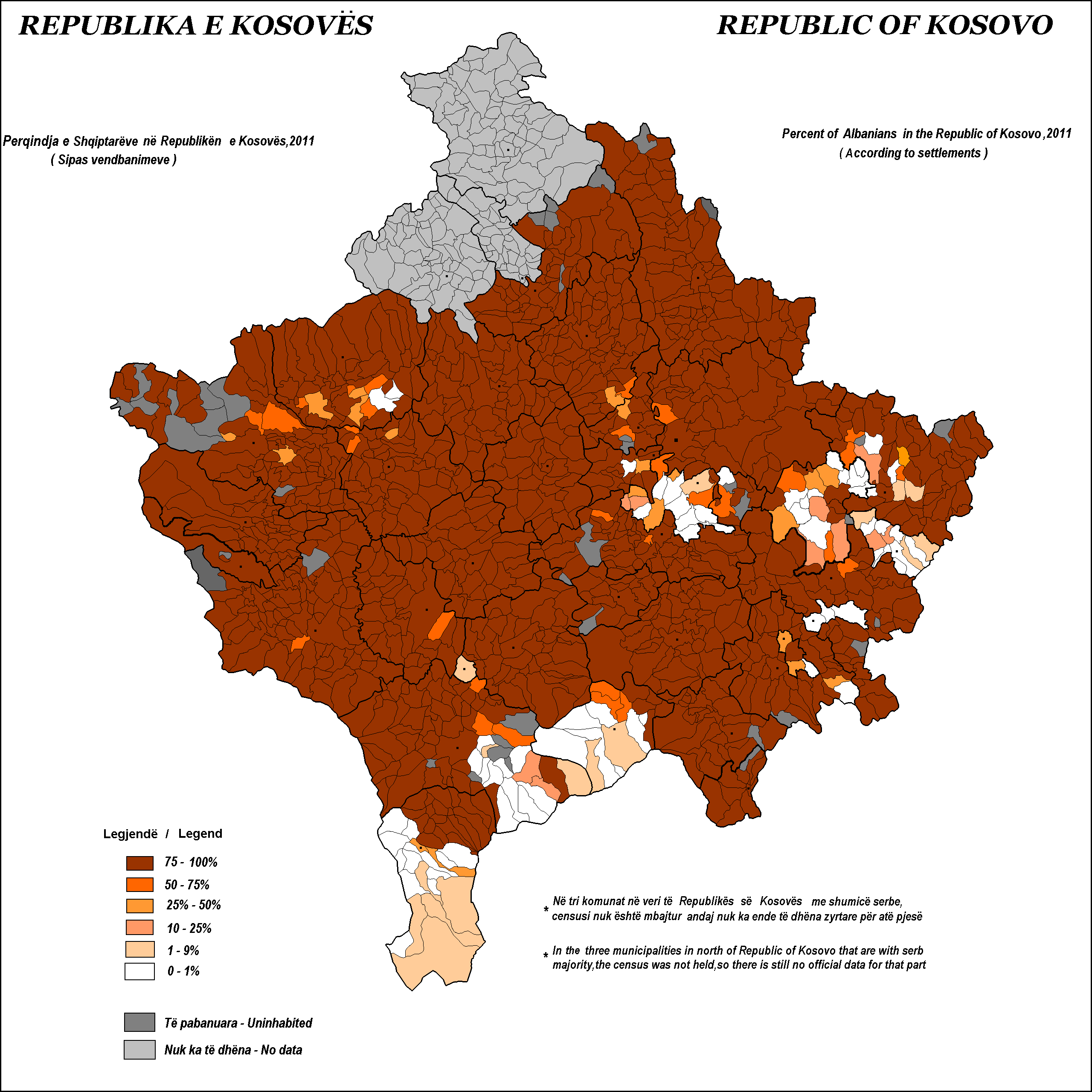
Verspreiding van Albanezen in Kosovo
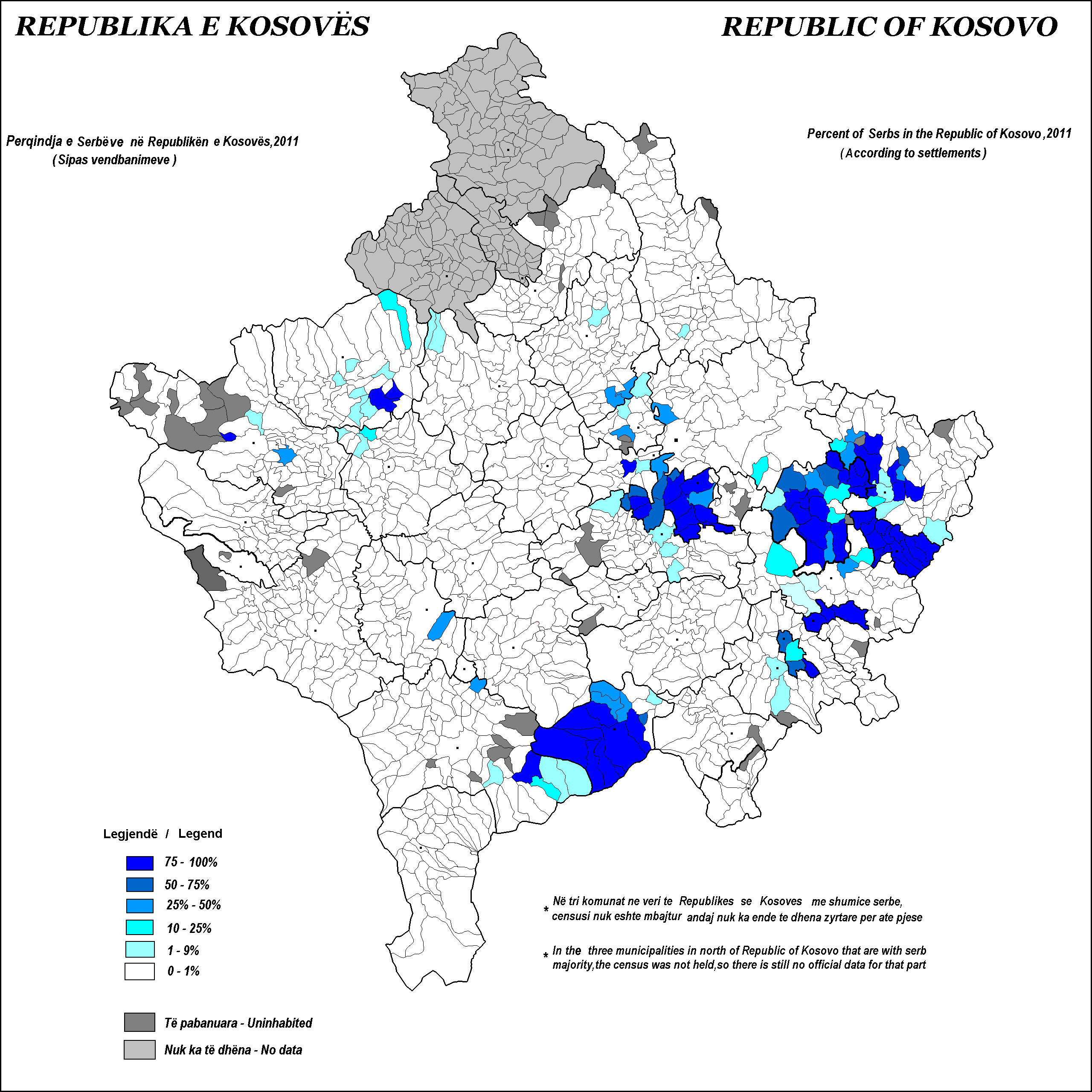
Verspreiding van Serviërs in Kosovo
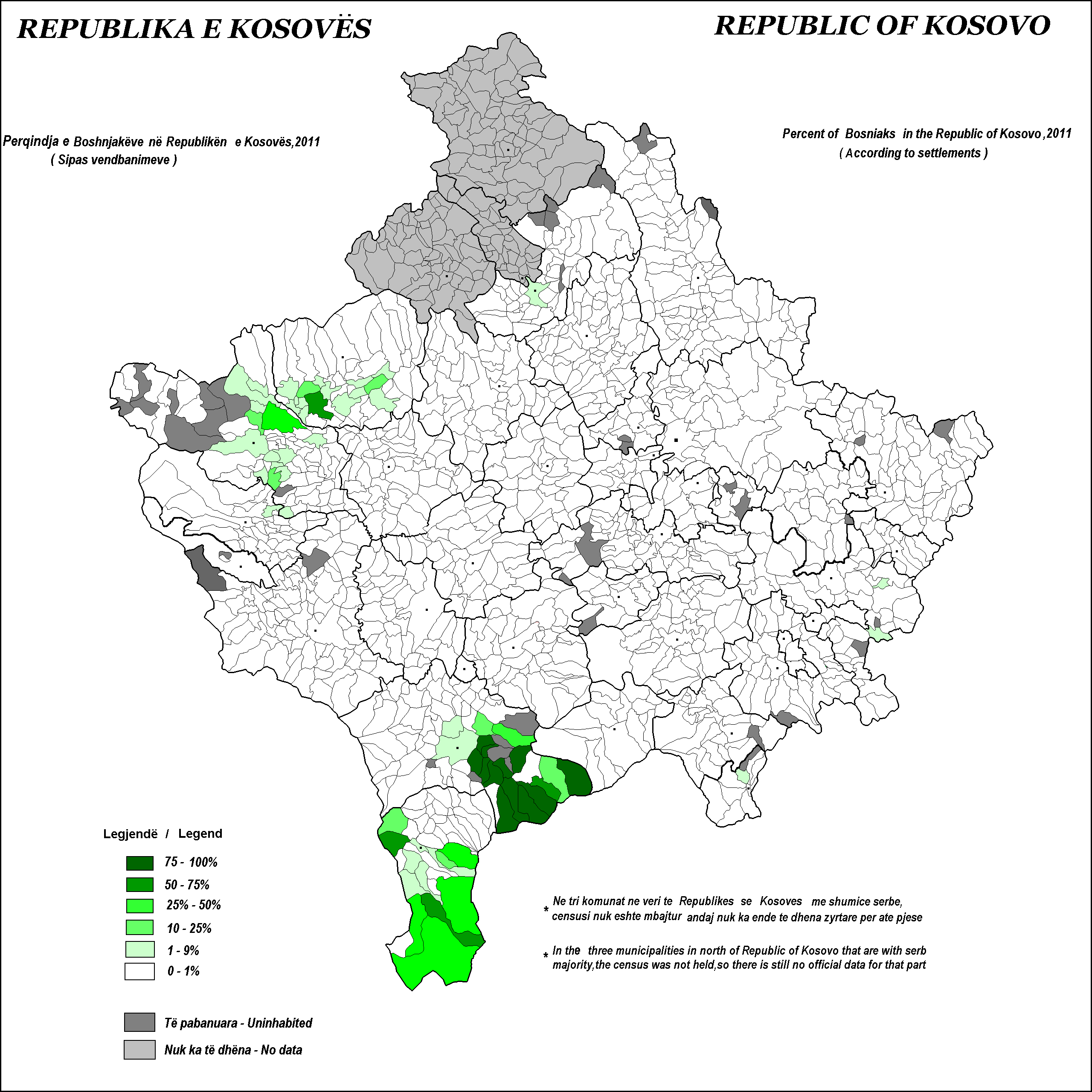
Verspreiding van Bosniakken in Kosovo
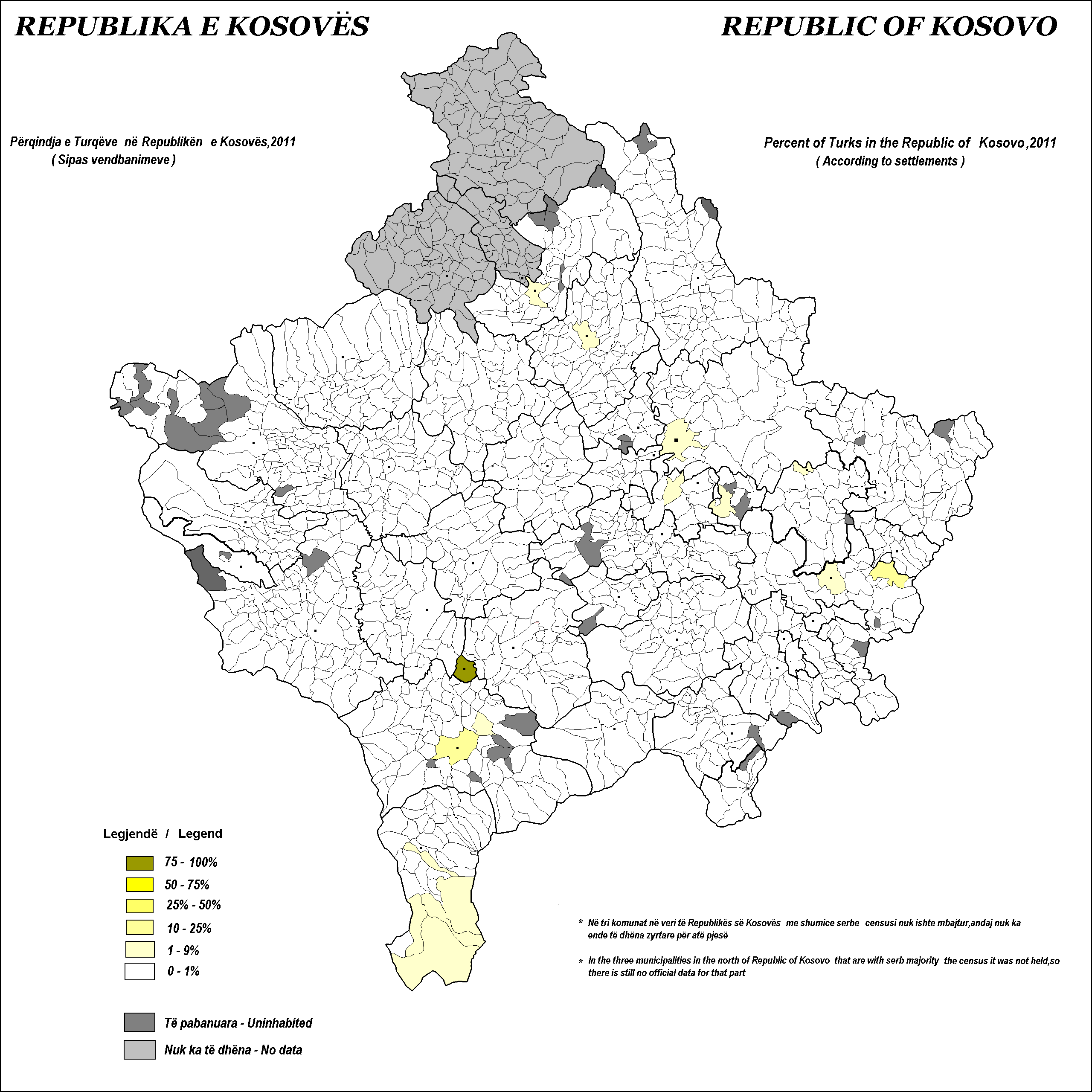
Verspreiding van Turken in Kosovo
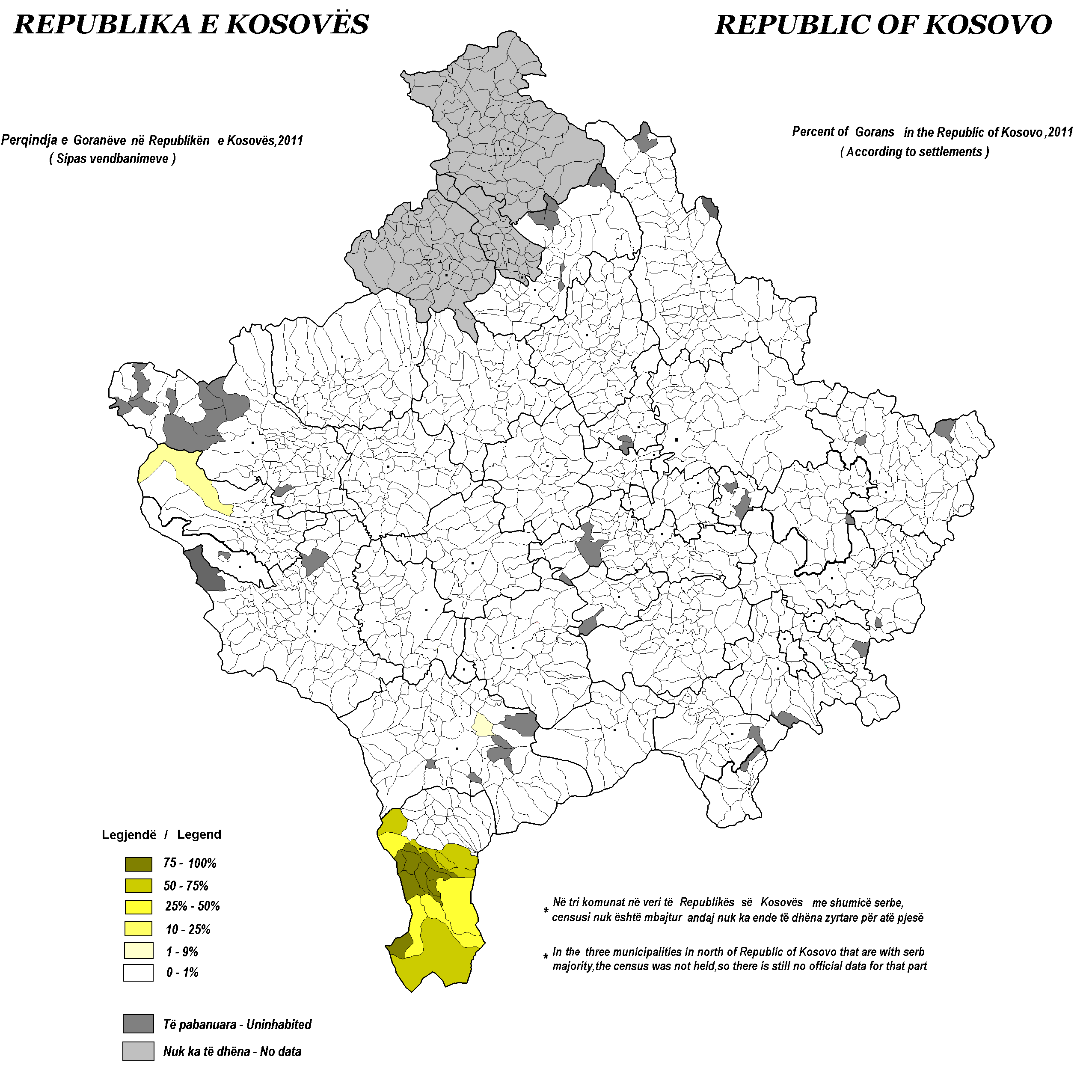
Verspreiding van Gorani in Kosovo
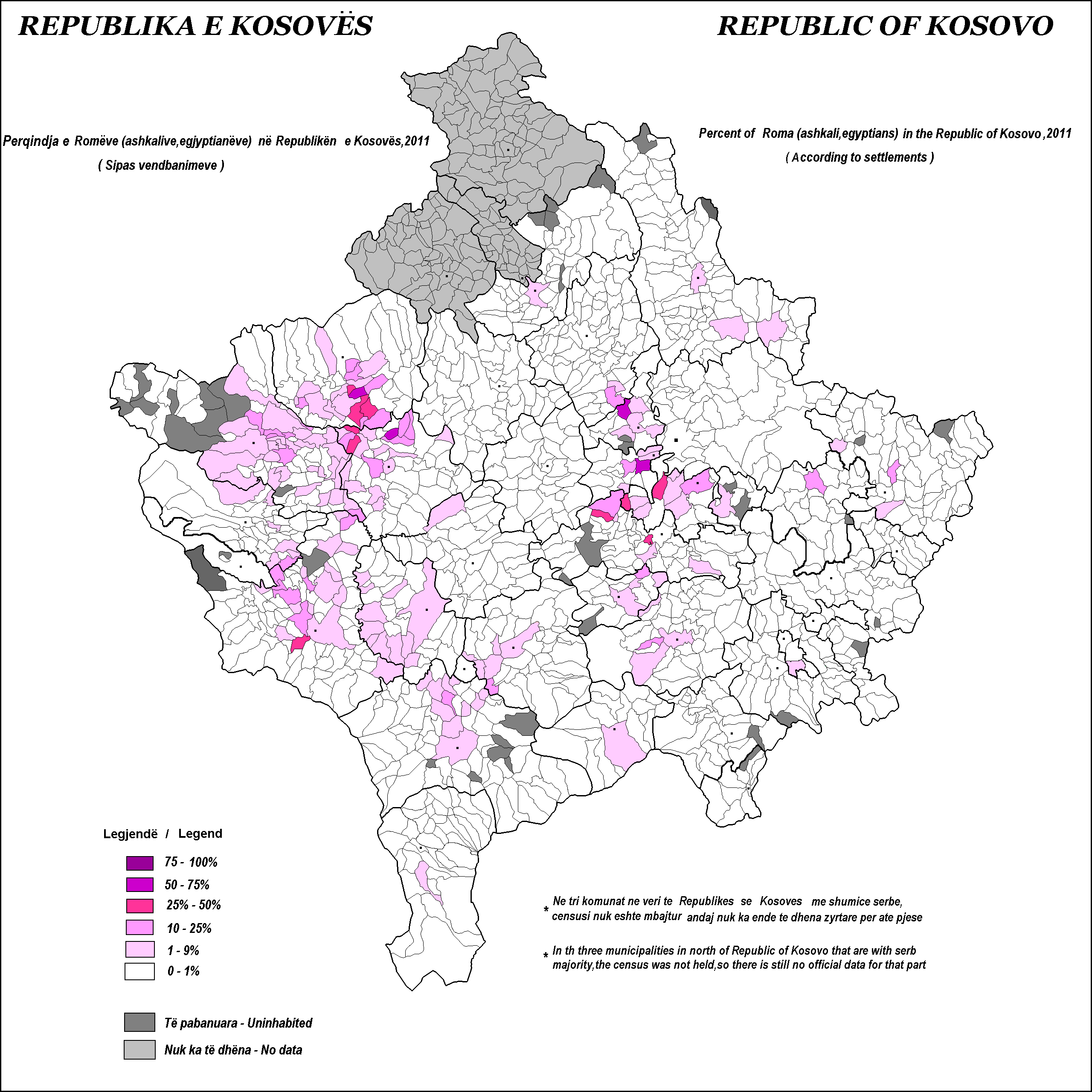
Verspreiding van Roma in Kosovo